# Stattersdorf
Stattersdorf liegt in Niederösterreich an der Ostseite der Traisen zwischen Harland und Wagram. Der Ort ist seit seiner Eingemeindung 1939 ein Stadtteil von St. Pölten, zuvor bildete er mit den Stadtteilen Unter- und Oberwagram die Gemeinde Stattersdorf.
An Stattersdorf grenzen die Stadtteile Spratzern, Harland, St. Pölten und Wagram, im Osten grenzt die Ortschaft an Pyhra.

## Geschichte
Beweise einer Besiedlung vor 1072, in denen Stattersdorf als Staudratisdorf erstmals urkundlich erwähnt wird, fehlen.
Während der 1. Türkenbelagerung 1529 wurde ein Großteil der Liegenschaften vernichtet, da Stattersdorf im Gegensatz zu St. Pölten, wohin viele der Bewohner flüchtete, keine Stadtmauer hatte. Auch während der 2. Türkenbelagerung 1683 suchten die Stattersdorfer in St. Pölten Schutz.
Im Jahr 1785 wird die Pfarre von Pyhra abgetrennt und den Franziskanern in St. Pölten zugeteilt, 1803 wird die erste Wickelschule für kleine Kinder gegründet. Die Größeren wurden nach St. Pölten oder Pyhra geschickt. 1850 wurde gemeinsam mit Ortschaften Ober- und Unterwagram die Gemeinde Stattersdorf gebildet, die Kapelle in ihrer heutigen Form 1856 errichtet.
Die Schule wurde 1870 an ihrer heutigen Stelle erbaut. Sie wurde damals komplett von der Harlander Coats finanziert, da die meisten Schüler Kinder von Angestellten waren. 1890 wurde die Schule erweitert.
Der erste Eingemeindungsversuch nach St. Pölten wurde 1920 gestartet, damals sprachen sich von 502 wahlberechtigten Einwohnern nur 6 dafür aus. Die Ortsteile Ober- und Unterwagram wurden jedoch nach St. Pölten ausgemeindet. 1927 wurde im neu gebauten Gemeindehaus ein Kino eröffnet.
Nach dem Einmarsch der deutschen Truppen 1938 wurde mit dem Bau der Reichsautobahn, der heutigen A1, im Stattersdorfer Ortsgebiet begonnen. Im Jahr darauf wurde Stattersdorf als Gemeinde aufgelöst und nach St. Pölten eingemeindet. Nach dem Abzug der Roten Armee 1955 wurde abgestimmt ob Stattersdorf wieder ausgemeindet werden sollte, was von der Bevölkerung verneint wurde.
1961 wurde mit dem Wasserleitungsbau begonnen, 1971 mit dem Kanalbau.

Ein Grundbucheintrag aus dem Jahr 1591
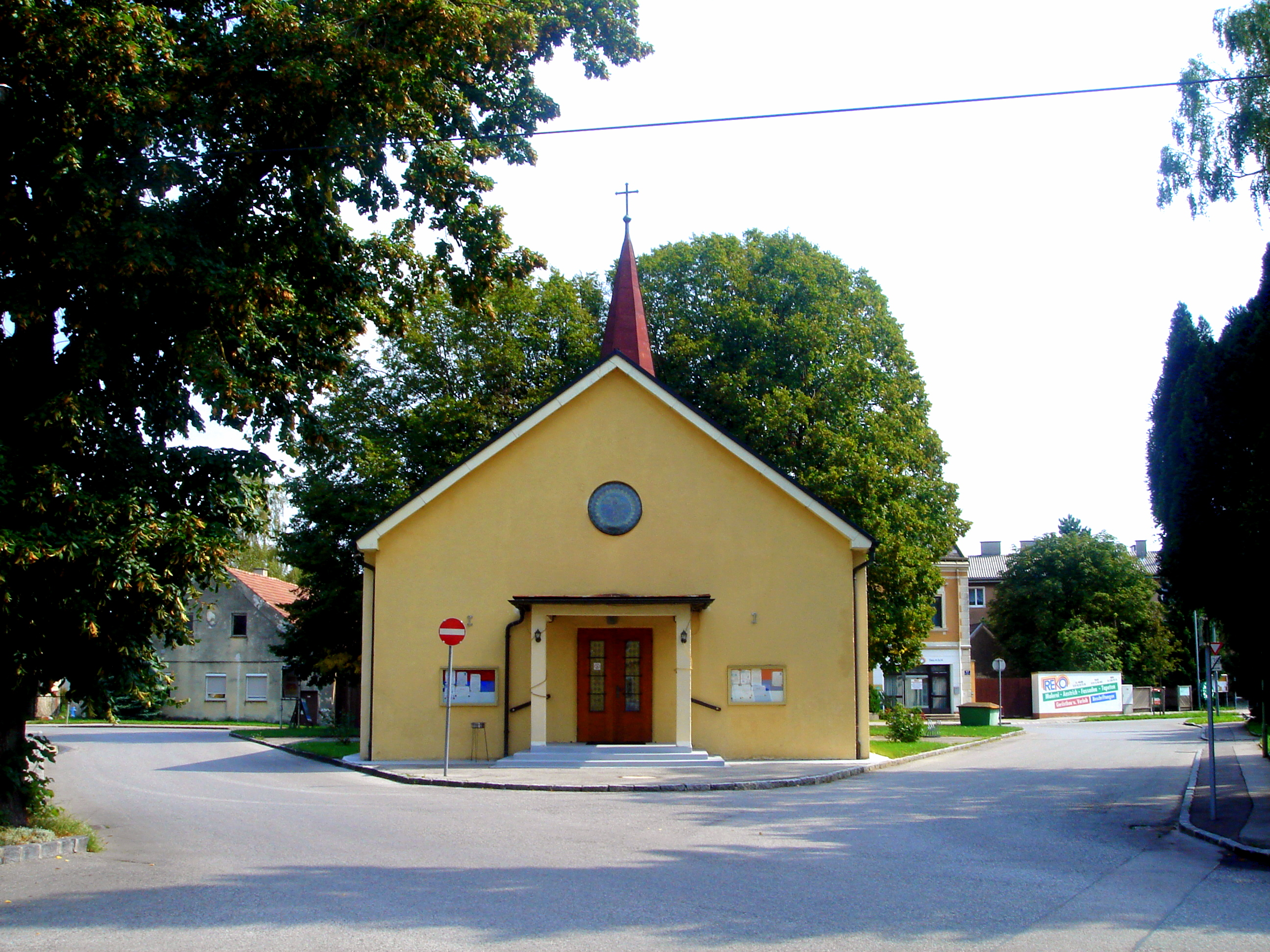
Die 1857 errichtete Kapelle

## Kultur und Sehenswürdigkeiten

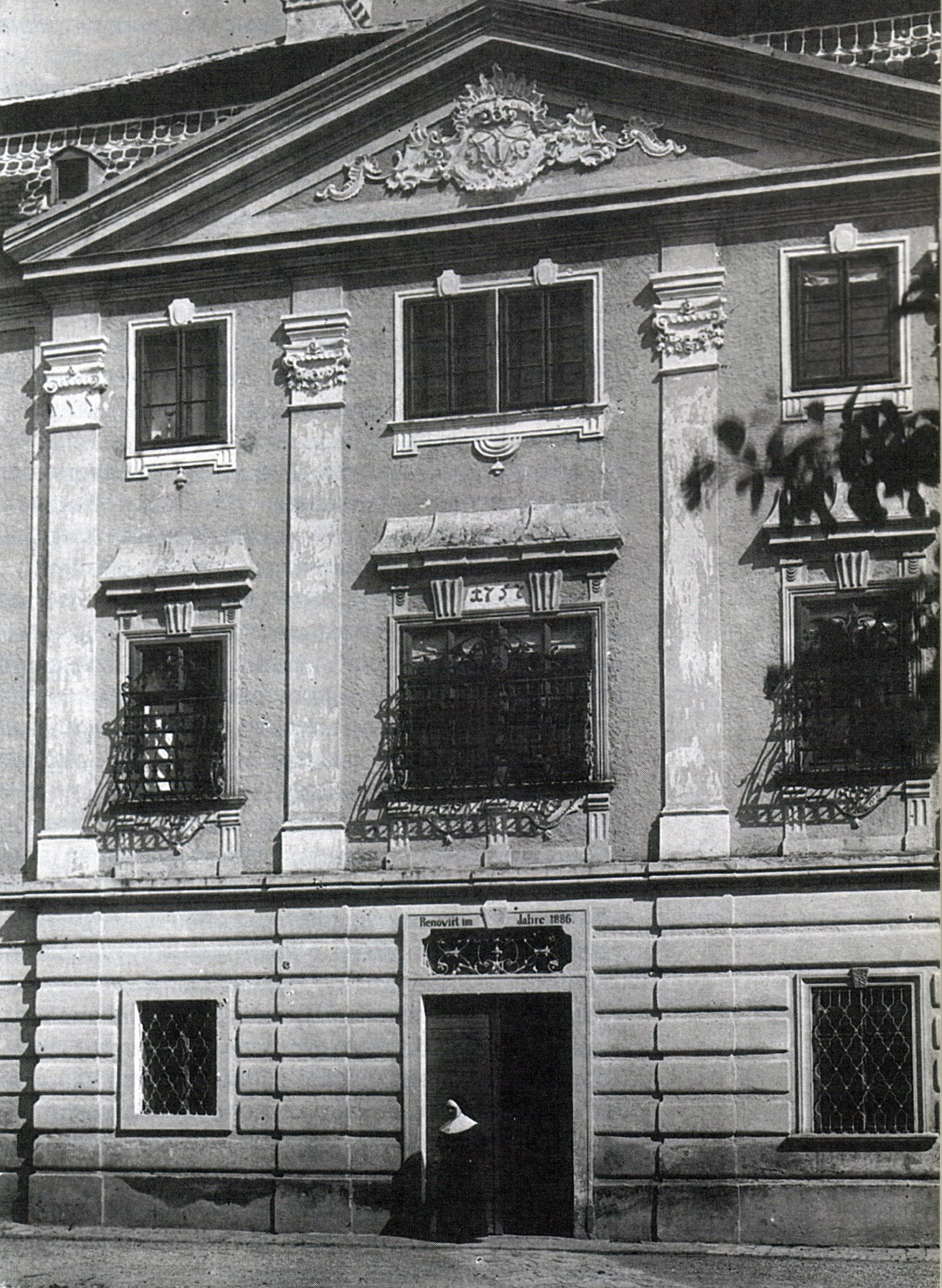
Der Lilienhof 1893

- Katholische Pfarrkirche Stattersdorf Auferstehung Christi
- Lilienhof: Der Lilienhof hat sich zwischen dem 16. Jahrhundert und dem 20. Jahrhundert entwickelt. Die Weitläufige Anlage besteht im Wesentlichen aus der oktogonalen Kapelle, dem barocken Schlössl, dem Mary-Ward-Haus und einem Wirtschaftsgebäude. Bereits im Mittelalter wird der Hof als zum Chorherrenstift zugehörig genannt. Seit 1755 im Besitz des Institutes der Englischen Fräulein, die das Mary-Ward-Haus als Internatsgebäude nutzt.

## Wirtschaft und Infrastruktur

### Ansässige Unternehmen
Im Ortsteil befindet sich die 1798 aus der Stattersdorfer Papiermühle hervorgegangene Firma Salzer, eine Niederlassung der Firma Sunpor, ein Billa.

### Gaststätten
Stattersdorf besitzt neben den Gaststätten Gasthaus Mario Lindtner (ehemals: August) und dem WirZhaus Zum Gwercher, welche beide traditionelle Hausmannskost anbieten seit 2019 die Restaurant Pizzeria Kem.

### Öffentliche Einrichtungen
In Stattersdorf befindet sich eine Volksschule sowie ein Kindergarten im selbigen Gebäude.

## Ehemalige Politik
Als Katastralgemeinde von St. Pölten hat Stattersdorf keinen eigenen Gemeinderat, die Bürgermeister vor 1939 finden sich in der Liste der Bürgermeister von St. Pölten.